# Benny Engelbrecht

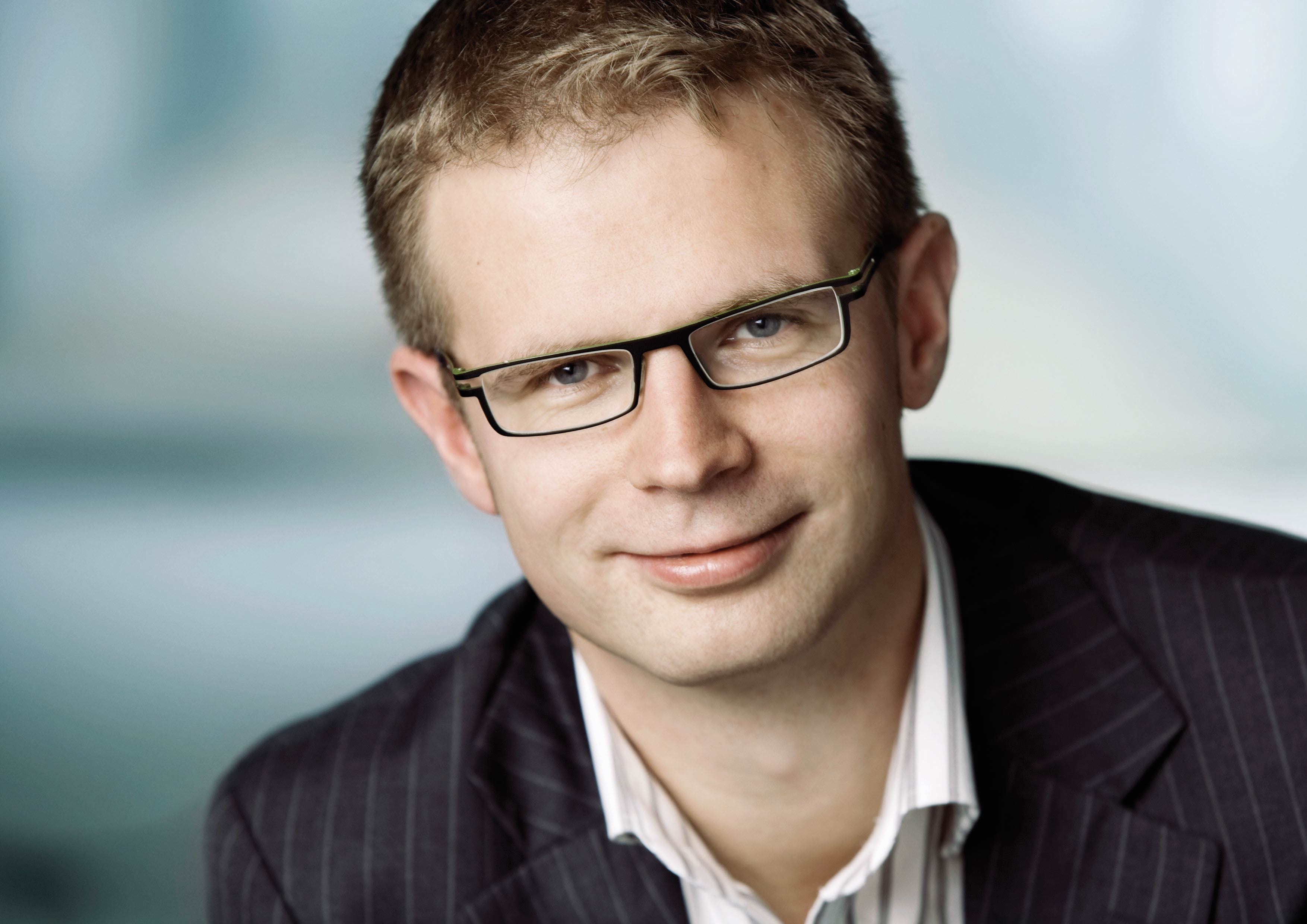
Benny Engelbrecht

Benny Engelbrecht (* 4. August 1970 auf Amager, Kopenhagen) ist ein dänischer Politiker der Socialdemokraterne und war vom 27. Juni 2019 bis zum 3. Februar 2022 dänischer Transportminister.

## Leben
Engelbrecht ist der Sohn eines Schriftsetzers. Er wurde auf dem zu Kopenhagen gehörenden Teil der Insel Amager geboren, wo er auch aufwuchs.
Seit dem 13. November 2007 ist Engelbrecht als Vertreter des Sydjyllands Storkreds Abgeordneter der Socialdemokraterne im Folketing. 2007 bis 2014 war er Mitglied des Fraktionsvorstands seiner Partei. 2008 bis 2011 war er Verbrauchersprecher seiner Fraktion, 2011 bis 2014 war er Sprecher für Gewerbe, 2011 EU-Sprecher. Seit 2015 ist er Vizevorsitzender des Finanzausschusses und Sprecher seiner Fraktion seiner Finanzen sowie Tingsekretær.
Am 2. September 2014 löste Engelbrecht Morten Østergaard als Steuerminister im Kabinett Thorning-Schmidt II ab und blieb bis zum 28. Juni 2015, dem Ende dieses Kabinetts, auf diesem Posten. Ihm folgte Karsten Lauritzen nach.

## Schriften
- Foodfight.eu – din kost bestemmer, hvem du er – men hvem bestemmer, hvad du spiser? (2011, mit Christel Schaldemose)
- Rød bonde – et portræt af Erik Lauritzen (2013)
- De politiske håndværkere (2017)